# Oneida (jezioro)
Oneida (ang. Oneida Lake) – jezioro w Stanach Zjednoczonych, w stanie Nowy Jork, największe jezioro znajdujące się w całości w granicach tego stanu, położone na terenie hrabstw Madison, Onondaga, Oswego i Oneida.
Powierzchnia jeziora wynosi 205,96 km2. Jezioro rozciąga się równoleżnikowo na długości 34 km i liczy do 8,9 km szerokości. Jezioro jest względnie płytkie; maksymalna głębokość nie przekracza 17 m, a średnia wynosi 6,8 m. Lustro wody znajduje się na wysokości 110 m n.p.m.
Około 20 km na południowy zachód od jeziora znajduje się miasto Syracuse.

## Przyroda
Flora
- babka, moczarka, ramienica, wywłócznik kłosowy[1]

Fauna
- Aplodinotus, babka śniadogłowa, bass czerwonooki, bass małogębowy, bass niebieski, bass słoneczny, bass wielkogębowy, Dorosoma cepedianum, jesiotr jeziorny, karp, miękławka, miętus pospolity, niszczuka długonosa, okoń żółty, Pomoxis nigromaculatus, sandacz amerykański, szczupak amerykański, szczupak czarny, szczupak pospolity